# Alberto de Nápoles e Sicília
Alberto de Nápoles e Sicília (em italiano: Alberto Ludovico Maria Filipo Gaetano di Borbone; 2 de maio de 1792 - 25 de dezembro de 1798) foi um príncipe de Nápoles e da Sicília. Ele morreu a bordo do navio HMS Vanguard, da Marinha Real Britânica.

## Biografia
Os pais de Alberto eram Fernando I das Duas Sicílias e Maria Carolina da Áustria, ele foi a décima sétima criança nascida de seus pais e seu sétimo filho. Sua mãe era filha da Imperatriz Maria Teresa e, portanto, irmã de Maria Antonieta. Desde o seu nascimento, ele foi o terceiro na linha do trono napolitano, depois de seus irmãos, Francisco, duque da Calábria e Leopoldo, Príncipe de Salerno.
Um membro dos Bourbons de Nápoles, ele era um príncipe de Nápoles e da Sicília de nascimento. Ele nasceu em Nápoles e batizado Alberto Luís Maria Filipe Caetano.
Seus irmãos incluíam Carlos, Duque da Calábria, que morreu de varíola em 1778; o futuro rei Francisco I das Duas Sicílias e Leopoldo, Príncipe de Salerno.
Suas irmãs incluíam: a futura Santa Romana Imperatriz Maria Teresa; Luísa Maria, Grã-Duquesa da Toscana; Princesa Maria Cristina, futura esposa de Carlos Félix da Sardenha e Rainha da Sardenha; A gêmea de Maria Cristina, princesa Maria Cristina Amélia (morreu em 1783 de varíola); Maria Amélia, rainha dos franceses, e; a mais nova, a futura princesa das Astúrias, Maria Antônia.
Seus primos incluíam um duque de Parma, Luís; Grão-Duque da Toscana, Fernando III; Imperador do Sacro Império Romano-germânico, Francisco; Rainha de Portugal, Carlota Joaquina; Rei da Espanha, Fernando; uma Duquesa da Calábria, Maria Clementina, a primeira esposa do irmão mais velho, Francisco I das Duas Sicílias.
No início da Revolução Francesa, em 1789, a corte napolitana não era hostil ao movimento. Quando a monarquia francesa foi abolida e a tia e o tio de Alberto foram executados, seus pais aderiram à Primeira Coalizão contra a França em 1793, um ano após o nascimento de Alberto.
Embora a paz tenha sido feita com a França em 1796, em 1798 o conflito foi novamente violento. Foi decidido que a família real fugiu para o Reino da Sicília. A família deixou Nápoles em 21 de dezembro de 1798 a bordo do HMS Vanguard, um navio da Marinha Real Britânica que, por sua vez, era protegido por dois navios de guerra napolitanos.
Foi a bordo da Vanguard que Alberto morreu de exaustão no dia de Natal, aos 6 anos de idade. Ele foi enterrado em Palermo logo depois que a família chegou lá; Seu funeral foi o primeiro compromisso oficial que sua família frequentou em Sicília. Ele morreu no mesmo dia que sua prima Maria Amália da Áustria.